# Psalmer i Norsk salmebok 2013
Psalmer i den Norsk salmebok 2013

## Psalmerna
1 Herre Gud, ditt dyre navn og ære

### Del I: Kyrkoåret

#### Adventstiden
2 Folkefrelsar, til oss kom

3 Å kom, å kom Immanuel

4 Gled deg, du Kristi brud

5 Gjør døren høy, gjør porten vid

6 Hvorledes skal jeg møte

7 Opp, gledest alle, gledest no

8 Til høgtid no seg samle

9 Rydd vei for Herrens komme

10 Blomstre som en rosengård

11 Jeg løfter opp til Gud min sang

12 Våkn opp, du som sover

13 Underlege ting å sjå

14 Gå, Sion, din konge i møte

15 Kom, konge, kom i morgenglans

16 Konge er du visst

17 Det langt på natt mun vera

18 Mens frost og vintermørke rår

19 No tenner vi det første lys

20 Lukk opp kirkens dører

21 Nå tenner vi vår adventskrans

22 Hosianna, Davids son!

23 Hosianna, Davids sønn!

24 Velsigna du dag over fjordan

25 Tenn lys! Et lys skal brenne

26 Solbarn, jordbarn

#### Jul
27 Et barn er født i Betlehem

28 Jeg synger julekvad

29 Klinge skal et jubelkor

30 Et lite barn så lystelig

31 Du vere lova, Jesus Krist

32 Fra himlen høyt jeg kommer her

33 Det hev ei rose sprunge

34 Ved krubba di der vil eg stå

35 Den yndigste rose er funnet

36 Her kommer dine arme små

37 I denne søte juletid

38 Mitt hjerte alltid vanker

39 Høyr kor englar syng frå sky

40 Å kom nå med lovsang

41 I dag er fødd ein frelsar stor

42 Å du heilage

43 Stille natt, hellige natt

44 Det kimer nå til julefest

45 Barn Jesus i en krybbe lå

46 I kong Davids by det hendte

47 Glade jul, hellige jul

48 Deilig er jorden

49 Kim, alle klokker, ja, kim nå før dag i det dunkle

50 Fra fjord og fjære

51 Eg er så glad kvar jolekveld

52 Du grønne, glitrende tre

53 Å Betlehem, du vesle by

54 No koma Guds englar

55 Midt i hårdest vinter

56 En krybbe var vuggen som ventet ham her

57 Gjev ikkje glans og gull og prakt

58 Kling no, klokka

59 Nå vandrer fra hver en verdens krok

60 Gud sin egen Sønn oss gav

61 Sjå, tusen julelys blir tent

62 Sæle jolekveld

63 Det lyser i stille grender

64 Nå har vi vaske golvet

65 Vi ser deg, Herre Jesus

66 Gullet buori sága

67 Guds frelse til verda er komen

68 Nå er den hellige time

69 I en natt så klar og kald

70 Djupaste mørker ligg over jord

71 Røster fra himlen

72 Vem har tänt den stjärnan

#### Stefanusdagen
73 Korset vil jeg aldri svike

74 Fader, som frå allmakts sete

75 Jeg er hos Gud i nåde

76 Joleklokker over jorda

77 Du ord frå alle æver

78 Leve for Jesus, dø i hans navn

79 Vi takkar Gud for alle dei som vitna

80 Kristne, kom i morgenlyset

81 Du, de forfulgtes Gud

#### Jesu navnedag • Nyårsdagen
82 I namnet Jesus finn vi trøyst

83 Saligheten er oss nær

84 Gamleåret seig i hav

85 Hans navn skal være Jesus

86 Navnet Jesus blekner aldri

87 Jesus, ja, han alene

#### Kristi åpenbaringsdag
88 Guds Son i krubba funnen

89 Hør nå godt nytt som på jorderik hendte

90 Deilig er den himmel blå

91 En stjerne steg opp ved morgengry

92 Den store stjerna som steig i aust

#### Åpenbaringstiden
93 Ditt skaparljos i stjernor bur

94 Ei morgonstjerne klår og fin

95 Herligste Jesus, alle herrers Herre

96 Å Jesus, lat meg ljoset sjå

97 Lat oss lova Gud for gåva

98 Din herlegdom, Frelsar, me undrande ser

99 Jesus från Nasaret går här fram

100 I dager og år skal vi vente

101 Kristus er verdens lys

102 Vi skal se deg, Herre Jesus

103 Det finnes en dyrebar rose

104 I et skur ved Betlehem

105 Shine your light

106 Alt har du gitt oss, Herre

107 Vi kommer fra Østen

#### Fastetiden
108 Vår Gud han er så fast ei borg

109 Når meg min synd vil krenke

110 Gæhttjit, gæhttjit dála gájka

111 Du nådens sol og sete

112 Jeg går i fare hvor jeg går

113 Ingen vinner frem til den evige ro

114 Høyr, krukka brast

115 Jesus, lyft ditt ljose merke

116 Å, hjelp meg, du som hjelpa kan

117 Se, vi går opp til Jerusalem

118 Timen er komen

119 Hjelp meg, Herre Krist, å strida

120 Du er Guds Sønn, den sterke

#### Maria budskapsdag
121 Der sola renn i himmelrand

122 Å skjønnest rose på vår jord

123 Maria gjekk i tornesnar

124 Maria hun er en jomfru ren

125 Guds folk for sin konge skal kveda

126 Frå englemunn dei sæle orda fell

127 Salig du och högt benådad

128 Gud bur i eit lys

129 Lovsangen toner og jorden får høre

130 Alle kilder bryter fram i glede

131 Vi synger med Maria vår store glede ut

#### Passionstiden
132 Her ser jeg et tålmodig lam

133 Guds son dei tok til fange

134 Over Kedron Jesus treder

135 Da Jesus frå mor si skulle gå

136 Jesus för världen givit sitt liv

137 Stille, stille! Jesus lider

138 Du som låg i natti seine

139 De lånte en krybbe å legge ham i

140 O Herre, la mitt øye

141 Han gikk den tunge veien

142 Fremdeles blør den kjærlighet

143 Bleibet hier und wachet mit mir

144 Du låg og skalv av angst på kne

#### Palmsöndag
145 Se hvor nu Jesus treder

146 Jesus, store seiervinner

147 Sjå, Jerusalem, sjå, din konge kjem

148 Jesus rid no inn i Jerusalem

149 Hosianna! Syng for Jesus

150 Se, nå kommer Jesus mot Jerusalem

151 Deg vi lovsynger, ærer

152 Høye seiersrop stiger på ny

#### Skärtorsdag
153 Til Lammets måltid får vi gå

154 Sion, pris din saliggjører

155 Jesus Kristus er vår frelse

156 O Jesus, som har elsket meg

157 Hør en lovsang høye himler

158 Jesus din søte forening å smake

159 Jesu disipler, la oss sammen minnes

160 Herre, hvor skal vi gå hen?

161 Den største høgtid her på jord

162 Såkorn som dør i jorden

163 No vaskar han føtene deira

#### Långfredag
164 Tunge, lat din lovsong prisa

165 O Guds lam uskyldig

166 O hode, høyt forhånet

167 Under krossen stod med tåra

168 Det hellige kors vår Herre han bar

169 Gå under Jesu kors å stå

170 Når krossen underfull eg ser

171 Naglet til et kors på jorden

172 Were you there when they crucified my Lord?

173 Hill deg, Frelser og forsoner!

174 Den stunda i Getsemane

175 Det går frå urtehagen

176 Å løft ham sakte

177 Bleik på krossen heng han

#### Påskafton
178 Jesus, du mitt liv vil vera

179 Velsignet vær, o Jesus Krist

180 Min Jesus, lat mitt hjarte få

181 Hør vår helligaftens bønn

182 Se, dødens brodd er brutt

183 O Gud, denne natt er din

184 Farao nådde oss like ved stranden

185 Mitt eneste håp

#### Påsktiden
186 Njuovtjav lávlo, ja suv májno

187 Vår Herre Krist i dødens band

188 Krist er oppstanden

189 Guds kyrkje, syng kring vide jord

190 Som den gylne sol frembryter

191 Solen på himmelen lukket sitt øye

192 Kven vil no meg klaga

193 Han er oppstaden, dyre ord

194 Jesus lever, graven brast

195 Krist stod opp av døde

196 Påskemorgen slukker sorgen

197 Deg være ære

198 Ljos over grav som oss livsvoni gav

199 Å salige stund uten like

200 Kom frelsar, kom inn

201 Herra Jeesus verelänsä

202 Syng det ut med gleda

203 De trodde at Jesus var borte

204 Han er oppstanden. Halleluja!

205 Kornet har sin vila djupt i frusen jord

206 Dine hender er fulle av blomster

207 Livet vant, dets navn er Jesus

208 Det var i soloppgangen

209 Døden må vike for Gudsrikets krefter

210 På Golgata stod det et kors

211 Min gjenløser lever

212 Å gledesfylte stund

213 Klapp alle hender i glede

214 Han stod opp før dagen demret

215 Maria, tjierrasis, gadnjalijs

#### Kristi himmelsfärdsdag
216 Jesus Kristus er oppfaren

217 Vi fryder oss av hjertens grunn

218 Kan eg vel syngja Herrens pris

219 Eg ser deg, o Guds Lam, å stå

220 Lov Jesu namn og herredom

221 Atterløysar, guddomsdrott

222 Kristus, konge, du regjerer

223 Holy, holy, holy, holy

#### Pingst
224 Kom, Hellige Ånd, Herre Gud

225 Veni Sancte Spiritus / Heilag Ande, kom til oss

226 Kom regn fra det høye

227 Sannhets tolk og taler

228 O lue fra Guds kjærlighet

229 Den signede dag, som nu vi ser

230 Du som går ut fra den levende Gud

231 Apostlene satt i Jerusalem

232 I all sin glans nu stråler solen

233 Kjærlighet er lysets kilde

234 Hellig Ånd, o himmellue

235 Kved opp, Guds folk, syng høgt i kor

236 Det skal ei skje med kraft og makt

#### Treenighetssøndag
237 Vår Gud, av nåde rik og stor

238 Vi tror på Gud, som himmel, jord

239 Fader, du har skapt meg

240 Måne og sol

241 Biejjiem jïh askem

242 Vi tror på Skaperen, Gud

243 Gud skapte lyset og livet og meg

#### Midsommarafton
244 Så kom Guds Ånd i Sakarias’ tunge

245 Herre, du Herre, skal vokse og jeg skal forringes

246 Lyset skinner over jord

247 Tal vennlig til Jerusalem

#### Olofsmässa
248 Ljoset over landet dagna 

249 Olavs minne vil vi ære 

250 Gud, lat ditt rike få vekse fram 

251 Det kom et gledesbud til dette landet

252 Ein bustad har du vore, Gud 

#### HØSTTAKKEFEST/HAUSTTAKKEFEST
253 Syng ein song or hjartans grunn

254 For solglans over land og hav 

255 Kor herleg, Gud, å prisa deg 

256 Herren Gud har velsignet vår jord 

#### Mickelsmäss
257 Guds menighet syng for vår skaper i lønn 

258 Himmelen tonar av lovsong 

259 Gud er i sitt tempel 

260 Det er Guds englers dag 

#### Bot- och bönsöndag
261 Der mange skal komme fra øst og fra vest 

262 Det folk som frægt vil vera 

263 Å Gud for jord og alter 

264 I tru under himmelens skyer 

265 På høye tid å søke Gud 

#### ALLEHELGENSDAG
266 Jerusalem, du Herrens høge stad 

267 Den store, hvite flokk, å se 

268 For alle helgner som til døden tro 

269 Når jeg blant englers kor en gang 

270 Hen over jord et pilgrimstog 

271 Solrenning sæle, som stiller all lengsel 

272 Dei skal gå til den heilage byen 

273 Velsignet er den mark der Jesus gikk

274 De som gikk foran oss, dem vil vi minnes 

### Del II: Gud vår skapare

#### Guds storhet och härlighet
275 O store Gud, vi lover deg

276 Gud, einast Gud i himmelhøgd

277 Gladelig vil vi halleluja kvede

278 Herre Gud, ditt dyre navn og ære

279 Overmåte fullt av nåde

280 Store Gud, vi lover deg

281 Hellig, hellig, hellig!

282 Himlens konge vil vi prise

283 Gjev meg, Gud, eit salmemæle

284 O store Gud, når jeg i undring aner

285 Deg, lysets Fader, lover vi

286 Kvar kjem vel dei lysaste draumane frå

287 Du er hellig. Du er hel

288 Himlane kan ikkje romme

#### Guds skaparverk
289 Lat oss prise Gud, vår Fader

290 Takk, gode Gud, for alle ting

291 Opp, alle ting som Gud har gjort

292 Den prektigkledde sommerfugl

293 Albmi ja eana du dahku lea

294 Himmelen med all sin her

295 Jupmelen gïele, voestes biejjien govloe

296 Himlen blåner for vårt øye

297 Syng for Herren, sol og måne

298 Se universets Herre i rommets kongehall

299 Store Gud, vi lover deg. Land og hav

300 Pris vår Gud og Herre stor

301 Du så meg, Gud, du vevet meg

302 All skapnings Herre, allmakts Gud

303 Du spenner ut stjerneteltet

304 Når heila verda syng mot Gud

305 Vente, vente Herrens time

306 Várrečohkain várdán

#### Guds omsorg
307 Min sjel, min sjel, lov Herren

308 No takka alle Gud

309 Lovsyng vår Herre, den mektige konge med ære

310 Sørg du for meg, Fader kjær

311 Kom, tilbe med fryd vår konge og Gud

312 Til himlene rekker din miskunnhet, Gud

313 Kjære Guds barn, ver utan sorg

314 Alt står i Guds faderhånd

315 Å kom nå, heile heimsens hær

316 Nu vill jag sjunga om moders-vingen

317 Vår Herre er ein hyrding god

318 Himmelske Fader, herleg utan like

319 Lær meg å kjenne dine veie

320 Ærens konge, nådens Herre

321 Løftene kan ikke svikte

322 Stor er din trofasthet, Herre og Fader

323 Kor stort, min Gud, at eg ditt barn får vera

324 Ikke en spurv til jorden

325 Som når et barn kommer hjem om kvelden

326 Gud, lær meg å se

327 Jeg løfter mine øyne opp til himmelen

328 Min hyrding er vår Herre Gud

329 Sjå, den som bur i livd hjå Gud

330 Oda ni oofe fee!

331 Du lyser din fred over barnet

332 You’ve examined my heart

333 No kallar sol og sommarvind

334 Du er mi øy i havet Gud

### Del III: Guds nåde i Jesus Kristus

#### Jesus, vår frälsare
335 Guds Sønn er kommet til oss ned

336 Nå fryd deg, kristne menighet

337 Muv vájmo oasse Jesus buorr’

338 Er Gud for meg, så trede

339 Skriv deg, Jesus, på mitt hjerte

340 Guds Sønn har gjort meg fri

341 Klippe, du som brast for meg

342 Amazing grace! How sweet the sound

343 Hvilken venn vi har i Jesus

344 O Jesus, åpne du mitt øye

345 Å, kor djup er Herrens nåde

346 Jeg vil prise min gjenløser

347 Dyraste Jesus, deg vil eg elska

348 Armon lapset kaikki täälä

349 Du som freden meg forkynner

350 Jesus Krist, du nådens kjelda

351 Sjå, han gjeng inn til syndig mann

352 Ren og rettferdig, himmelen verdig

353 Di rettferd er min bunad

354 O Jesus, du som fyller alt i alle

355 Han tek ikkje glansen av livet

356 Det enda som bär, när allting annat vacklar

357 Frälsare på korsets stam

358 För at du inte

359 Jeg har en venn som har gitt sitt liv

360 Jesus, du har brakt Guds rike

361 Tett ved sida mi går Jesus

362 En tåre renner fra ikonet

363 Tro ikke Gud er død

364 Så kom du da til sist

365 Den botnlause kjelda er opna

366 Nøden står for våre dører

#### Lovsång, tack och tillbedjan
367 Eg vil vår Herre prise

368 Ja, du er konge, Jesus Krist

369 Å prektige himler og jorderiks hærer

370 Májnnut Hærráv almmelasj

371 Om alle mine lemmer

372 Når kristne kved til ære

373 Hvert et lys i livets natt

374 Vi stemmer i en frydesang

375 Å, at jeg kunne min Jesus prise

376 Jag kan icke räkna dem alla

377 Kven kan seia ut den gleda

378 Da Jesus satte sjelen fri

379 Sjunga om min Jesus

380 Herre, du har reist meg opp

381 Takk at du tok mine byrder

382 Din trofaste kjærlighet kan aldri svikte

383 Jeg vil gi deg, o Herre, min lovsang

384 Laudate omnes gentes

385 Bless the Lord, my soul

386 Confitemini Domino

387 Evige Gud, vi tilber deg

388 Som ein hjort lengtar etter vatn

389 Lord, I lift your name on high

390 Yakanaka Vhangeri

391 Som bonden tek eit fang av markas grøde

392 Blessing and honour, glory and power

393 Cantai ao Senhor um cantico novo

394 Open the eyes of my heart, Lord

395 Som toner i en evig sang

#### Bot och omvändelse
396 Midt i livet finnes vi

397 Nå bør ei synden mere

398 I dag er nådens tid

399 Å Jesus Krist, eg kjem til deg

400 Jeg råde vil alle i ungdommens dager

401 Gud er nådig, han vil ikke

402 I det fjerne jeg skuer et underfullt syn

403 Jesus deg møter alvorleg og kjærleg

404 Slik som eg var

405 Siis nouse, Henkeni taivhaasseen

406 Han kommer, han er nær oss

407 Gud græt der kjærleik vik

#### Hängivelse och efterföljelse
408 Lov Kristi velgjerd, evig stor

409 I dine hender Fader blid

410 Far verden, far vel

411 Jesus styr du mine tanker

412 Halleluja, jeg har min Jesus funnet

413 Din o Jesus, din å være

414 Så ta da mine hender

415 Alltid freidig når du går

416 Du Far og Herre, du som rår

417 Mer hellighet gi meg

418 Jesus, du er den himmelveg

419 Med Jesus vil eg fara

420 Herre Jesus, lat meg læra

421 Alt for Jesu fot jeg legger

422 Jesus det eneste

423 Å, var eg meir deg Jesus lik

424 Eg har ei teneste stor for Gud

425 Med Jesus fram i de bästa åren

426 O salighet, o gåtfullhet

427 Når veien føles tung og trang

428 Just a closer walk with Thee

429 Frå sola stig og strålar

430 Alltid hos deg, min Gud, du gode, store

431 La oss vandre i lyset

432 Vi syng med takk og glede

433 Da Herren kom til denne jord

434 Det er navnet ditt jeg roper

435 I Guds rike gjelder ikke

436 Jesus Krist, forklar meg hva du mente

437 Her er jeg, Herre, med min Ånd for dine øyne

438 Eg kjem med tome hender

439 Aejlies gåatan båetebe laavloen

#### Tro och tvivel
440 Kom, kom og hør et gledens ord

441 Eg veit ein hage full av fred

442 Be for oss, Herre, i vår nød

443 Alltid ventar eg å finna

444 Å Herre Krist, når tvilen siver

445 Trua ser dei kvite marker

446 Eg skulle gjerne vilja tru

447 Jeg kan ikke bruke de dristigste ord

448 Midt i alt det meningsløse

449 Som et barn ble du båret til meg

450 Når natten fyller dine rom

451 Ingen jubel regnet fra himmelen

452 Du som styre straum og vind

#### Stillhet och eftertanke
453 Gaaltije mij galka

454 Herre, gjør det stille i mitt indre

455 Fall til ro og kjenn at jeg er Herre

456 Det er godt å være stille

457 Einast i von til Gud er mitt hjarta stille

458 I Guds stillhet får jeg være

459 Gud er din hvile

460 Bortom tid og rom og tanke

#### Trängsel och tröst
461 Tårnhøye bølger går langt ifra havn

462 Eg ropar høgt or djupet

463 Til kven skal eg gå med mi sorg og mi sut

464 Velt alle dine veier

465 Aldri er jeg uten våde

466 Sorgen og gleden de vandrer til hope

467 Hjelp meg, o kjæreste Jesus, å vinne

468 Hos Gud er evig glede

469 Som hjorten så klagende skriker

470 Nobody knows the trouble I’ve seen

471 Nærmere deg, min Gud

472 På nåden i Guds hjerte

473 I Jesu namn med stemnar fram

474 Ein båt i stormen duva

475 Kvar skal eg vel av

476 Styr du min vandring, frelser så kjær

477 Når stride stormar mot deg jagar

478 Vær sterk min sjel, i denne tid

479 Fordi han kom og var som morgenrøden

480 Hvem skal vi gå til, Herre

481 Høyr meg min Gud i desse vonde dagar

#### Trygghet och glädje
482 Deg å få skode er sæla å nå

483 Nada te turbe

484 Jesus, som iblant oss står

485 Jesus, Jesus, ham alene

486 Gud skal allting laga

487 Høgt frå den himmelske klåre

488 Ingen er så trygg i fare

489 Blott en dag, ett ögonblick i sänder

490 Salige visshet: Jesus er min

491 Jeesuksen veljet ja sisaret

492 Ein fin liten blome

493 Eg lyfter mitt auga, min Frelsar, til deg

494 Jeg er i Herrens hender

495 Alle har hast, ingen har tid

496 Ver ikkje redd! Du har ein Frelsar

497 Herre, til deg får jeg komme

498 Du omgir meg på alle sider

499 Så kort var den fröjd som i världen jag fann

500 Nåden er ditt kvardagskår

501 In the Lord I’ll be ever thankful

502 Gud, min kjære Far jeg tror

503 Til Gud tar jeg min tilflukt

504 Vi er barn av lys og skygge

#### Jesu igenkommande och dom
505 Vreidedagen, han skal renna

506 Sions vekter hever røsten

507 Å, hvor salig det skal blive

508 I den stille klare morgen

509 Å tenk når eingong alle fram skal stemna

510 Herre, når din time kommer

511 En dag skal Herrens skaperdrømmer møte

### Del IV: Den helige ande och kyrkan

#### Den helige anden
512 Kom, Hellig Ånd med skapermakt

513 No bed vi Heilag-Anden god

514 O Hellig Ånd, kom til oss ned

515 Ånd over ånder, kom ned fra det høye

516 Kom, Heilag Ande, himmeltrøyst

517 Vinden ser vi ikke

518 Grip du meg, Heilage Ande

519 Wa, wa, wa, Emimimo

520 Gå gjennom byens lange rette gater

521 Som vinden stryker mine kinn

#### Kyrkan och den kristna församlingen
522 Mektigste Kriste, menighetens Herre

523 Gud er her til stede

524 Kom la oss kjærlig vandre

525 O Fader, la ditt ord, din Ånd

526 Velsigna band som bind

527 Kristne, la oss søke sammen

528 Lovsyng Herren, han er nær

529 Vidunderligst av alt på jord

530 Kirken den er et gammelt hus

531 Én Gud og alles Fader

532 Guds kirkes grunnvoll ene

533 Heilag er kyrkja her

534 I Krist er ikkje aust og vest

535 Herre du strenge, Herre du milde

536 Guds menighet er jordens største under

537 Flammene er mange, lyset er eitt

538 Vi kommer til din kirke, Gud

539 Dine løfter er mange, din trofasthet stor

540 Du som favner alle slekter

541 Det fins et hellig kall til å forandre

542 Guds hus er eit under

543 Vi kommer til deg i bønn, du vår Far

544 I en kirke midt i byen

#### Söndag och kyrkogång
545 Deg prisar vi, Herre, på veg mot din herlegdoms dag

546 Å Herre Krist, deg til oss vend

547 Syng for Herren, hele verden

548 Jesus, Frelser, vi er her

549 Herre Gud, hvor er din bolig

550 Dette er dagen som Herren har gjort

551 Fred til bot for bittert savn

552 Her er Guds hus og himlens port

553 Det er så godt å vitja

554 Høyr kor kyrkjeklokka lokkar

555 Gud, riv oss ut av tidens jag

556 Opna deg, hjarte! Opna alle dører

557 Du kalte oss til kirken

558 Kom, la oss samles ved Guds bord

559 Gud, send ditt ljos, di sanning ut

560 Her er vi Herre, vi kommer til deg

561 Midt i vår verden, her hvor vi bor

562 Så pynter vi vårt hus til fest

563 Når Jord og himmel møtes her

564 Som barn i ditt hus

565 Laudate omnes gentes

#### Guds ord
566 Gud, hold oss oppe ved ditt ord

567 Herre tal, din tenar lyder

568 Gud la oss i din kunnskap fremmes

569 Guds ord, det er vår fedrearv

570 Dype stille, sterke milde

571 Gud la ditt ord i nåde lykkes

572 Herre samle nå oss alle

573 Gi oss no ei nådestund, vår Jesus

574 Ånd fra himlen, kom med nåde

575 Guds namn vere lova for livsens ord

576 Som spede barnet drikk si mjølk

577 En såmann går på marken ut

#### Dop
578 Dråpen fra Gud Fader

579 Kristus kom med vann og blod

580 Alltid vil jeg glad bekjenne

581 Å, la din Ånd nå med oss være

582 Milde Jesus, dine hender

583 Anden over vatnet sveiv

584 Det strøymer ei livselv av lukke

585 Døypefonten står i kyrkja

586 Fylt av glede over livets under

587 La barna komme til meg og hindre dem ikke

588 Vi samles til dåp i din kirke på jord

589 Sov, du lille, sov nå godt

590 En stor og mektig gave

591 Det skjer et under i verden

592 For augo våre falda rein skapardraum seg ut

593 Her e det et lite barn som kommer

594 Kvite klede, himmelglede

#### Bekännelser
595 Dyp av nåde – er hos deg

596 Gud, når du til regnskap kaller

597 Jeg står for Gud som allting vet

598 Gud, la din Ånd ved guddomsordet

599 Kristus, du er alt mitt håp

600 Sjå inn i Herrens ansikt

#### Nattvard
601 Som korn fra vide åkrer

602 Lat kvar jordisk skapning teia

603 Ditt dyre minne, Jesus kjær

604 Jesus, livets sol og glede

605 Opp, jublende sang

606 O Jesus for din alterfot

607 Vær velsignet, legem såret

608 Når vi deler det brød som du oss gir

609 Å fikk jeg kun være den minste kvist

610 Du opnar, vår evige Fader, i Kristus din famn

611 Du ber oss til ditt alterbord

612 Vårt sinn er fylt med glede

613 Usynlig er ditt rike

614 Vår lovsang skal møte deg, Kristus

615 Vi bærer mange med oss

616 La din vingård bære frukt

617 Vårt alterbord er dekket

618 Vi er et folk på vandring

619 Eat this bread, drink this cup

620 Hellige mysterium! Omsorg uten grenser

621 Nå dekkes bordet, nå tennes lyset

622 Dine gaver venter på oss, Jesus

623 Ingen er for liten til å se Guds under

#### Bön och förbön
624 Må din vei komme deg i møte

625 Herre, signe du og råde

626 Kum ba yah, my Lord

627 Jesus, lær du meg å bede

628 Du evig sterke Gud og Far

629 Langt bortom rømd som blånar

630 Gud signe vårt folk der det siglar og ror

631 Det er makt i de folde hender

632 Vår himmelske Far, kom til oss i nåde

633 Hamba nathi Mkululu wethu

634 Den vanskeligste bønnen

635 Jésus le Christ, lumière intérieure

636 Behüte mich, Gott

637 Yarabba ssalami

638 Må Gud velsigna deg

639 Gulá muv råhkålvisájt

640 Vi tenner lys i globen vår

#### Konfirmationstiden
641 La meg for alltid være

642 Jeg er frelst og dyrekjøpt

643 Du som veien er og livet

644 Ditt barn er no vil vera

645 Tusen stjerner blenkjer

646 Sometimes in our life

647 En gang før du selv kan minnes

648 Han skapte skogen og han skapte vannet

649 Through the storms of life

650 Når vi undrast på om røystene og orda våre ber

#### Vigsel
651 Kjærlighet fra Gud

652 O Ipmil, buressivdnit dál

653 Herre over alle slekter

654 Han vil vera med dykk alltid

655 Guds godhet sang i sinnet

656 Kjærleik er gleda, uendeleg sterk

657 No vender Guds kalenderblad

#### Vigsling til teneste
658 Guds menighet! Lukk opp din munn

659 I dag på apostolisk vis

660 Ditt verk er stort, men veik er eg

661 Høstens Herre, når du kaller

662 Med kall fra Gud og kirken

663 Herre, du kalte disipler

#### Kärlek och tjänst
664 Kom, du Guds kjærleik, kom

665 Herre, eg inderleg ynskjer å fremje di ære

666 Å leva, det er å elska

667 Kvardagskristen vil eg vera

668 Guds Sønn steg ned å tjene

669 Soli har sitt same lag

670 Til kjærleik Gud oss skapte

671 Da jeg trengte en neste

672 Gud, la vårt hovmod briste

673 Har vi sten i våre hender

674 Pris være Gud

675 Vær i sinn som Herren

676 Du åpner døren for ditt rikes komme

677 En bønn er gjemt i hjerteslagets rytme

678 Vi rekker våre hender frem

679 Du viste oss veien til livet

680 Ubi caritas et amor

681 God of creation

#### Mission
682 Jesus skal rå så vidt som sol

683 Opp, alle folk på denne jord

684 Å, tenk når engang samles skal

685 Arbeid, for natten kommer

686 Oppløft ditt syn, du kristensjel

687 Nå lovsyng Herrens navn

688 Go, tell it on the mountain

689 Løft høgt hans kross

690 Reis deg, Guds menighet

691 Din rikssak, Jesus, være skal

692 Lat nye tankar tolke Kristi ord

693 Løftet i Guds ord vi kjenner

694 Gi dem mitt ord! Slik taler Gud til oss

695 Rop det ut med hjertets jubel

696 Thuma mina, Thuma mina

697 Der det nye livet lever

698 Åkrane kvitnar mot hausten

699 Hører du den hemmelige sangen

700 Vinden kjenner ingen grenser

### Del V: Människan i Guds värld

#### Förstå och längtan
701 Så vide om land som sol mon gå

702 Mieleheni muistuu koto ihana

703 Å, for djup i Jesu kjærleik

704 Vi roper i denne natten

705 Nysnøen legg ei kåpe

706 Gud du er ikke i min verden

707 Som eit sandkorn i ein ørken

708 There is a longing in our hearts, O Lord

709 Jeg øver på, Jesus, å nevne ditt navn

710 Stille hver natt ror vi vår båt

#### Förvaltaransvar och frihet för livet
711 Del ditt brød med sulten bror

712 Himmelske Far, du har skapt oss

713 Intet er vårt

714 Brød for verden lot du vokse

715 Gud, du er rik! Din godhet er stor

716 Herre, jeg vil gjerne takke

717 Kjære Gud, når eg bed

718 Du gav oss perlen, den som heter jorden

719 Vår Far, vi må bekjenne

720 Alt som lever, alt som trues

721 Du har et liv som er verd å leve

722 Du gav meg, Gud, eit liv i denne verd

723 Herre, rekk ut din allmektige hånd

724 Stjernene lyser fremdeles i mørket

725 Vern og beskytt meg

726 Menneske, du som har kunnskap

727 Lysenes Gud, kjærlighets kilde

728 Adam, kvar er du?

729 Kvar er du, Gud? Kvar finn vi deg?

#### Lag och fred
730 Gi fred, å herre Gud, gi fred

731 Jeg folder mine hender små

732 På veiene ute i verden

733 Gjør meg til redskap for din fred

734 Guds kjærleik er som stranda og som graset

735 Gud, i en tid da alle krefter røynes

736 Ikke ved makt

737 Herre, du vandrer forsoningens vei

738 Noen må våke i verdens natt

739 Nå øyner vi lyset av dagen

740 Eit lite barn voks opp til mann

741 Du søv under himmelens stjerner

742 Høyr, den bodskapen som vi forkynner

743 Velsignet være dere som

744 The kingdom of God is justice and peace

#### Nöd och klagomål
745 Av dypest nød jeg rope må

746 O Herre, i dine hender

747 Mine døde timer

748 Vi er barna fra Betlehem

749 Den lyse dag ble vendt til natt

750 All livsens ljosglans slokna brått

751 Herre, måtte dette skje

752 Gi oss lys, gi oss lys

#### Folk och fadersland
753 Gud, sign vår konge god

754 Du Herre, som er sterk og stor

755 Ja, vi elsker dette landet

756 Gud signe Noregs land

757 Gud signe vårt dyre fedreland

758 Guhkin davvin Dávggáid vuolde

759 Fagert er landet du oss gav

#### Vid bordet
760 I Jesu navn går vi til bords

761 Alle vender augo sine til deg

762 Vårt bord er dekket, og vi ber

763 Velsign vårt hus, velsign vårt bord

764 Gud signe maten på vårt bord

765 Gledens Herre, vær vår gjest

766 Herre, din jord bærer mat nok for alle

#### Vid sängen
767 Barnet legges i vuggen ned

768 Nå lukker seg mitt øye

769 Når jeg legger meg til hvile

770 Sov godt, kjære lille

771 Me slår framfor oss krossen din

772 Nå lukker solen sitt øye

773 Kjære Gud, jeg har det godt

774 Jeg er hos deg min Gud

775 Alle dei fuglar som flaug under himmelen

776 Jesus, du er glad i meg

777 Nå hviler dyr og blomster

778 Sov, vesle barnet, sov i Jesu namn

#### För de minsta
779 Jesus elsker alle barna

780 Min båt er så liten og havet så stort

781 Hvem har skapt alle blomstene

782 Jeg er liten, men jeg vil

783 Her går en trofast gjeter

784 Takk min Gud for hele meg

785 Jeg vil gjerne ha en venn

786 Jeg er trygg hos deg. Jeg får be til deg

787 Alt det minste som Gud skapte

#### Morgon
788 Morgenens lysning ild på himlen kaster

789 No kjem han frå Gud, vår signa dag

790 Nå rinner solen opp av østerlide

791 Rinn nå opp i Jesu navn

792 Våkn opp og slå på dine strenger

793 Nå stiger sol av hav igjen

794 I ditt dyrebare navn

795 I Østen stiger solen opp

796 Morgon mellom fjella

797 Sjå dagen sprett i austerætt

798 Se, nu stiger solen av havets skjød

799 Syng i stille morgonstunder

800 Når dagen atter sender

801 Morning has broken

802 Gjennom denne dagens timer

803 Morgon lyser raud

804 I aust renn dagen høg og stor

#### Kväll
805 Du sanne lys, Treeining sæl

806 Før dagsens siste ljos døyr ut

807 O Kristus, du som lyset er

808 Med fred og glede lar du nå

809 No kviler skog lundar

810 Dagen viker og går bort

811 Så går en dag än från vår tid

812 Se, solens skjønne lys og prakt

813 Den ljuse dag går under

814 Nå solen går ned

815 O store Gud, som hjelpe kan

816 No skin den ljose månen

817 Fager kveldssol smiler

818 O bli hos meg

819 Bred dina vida vingar

820 Den dag du gav oss er til ende

821 No soli bakom blåe fjell

822 Dagsens auga sloknar ut

823 Ned i vester soli glader

824 Ingen stund är så som denne

825 I de sene timers stillhet

826 La ténèbre n’est point ténèbre devant toi

827 Og natta ror sin lette båt

828 Herre, så stiger vår takk til deg

829 Så stilt som berre vinden snur

830 Denne dagen er til ende

831 Gæjhtoe, gæjhtoe

832 Jeg synger meg en blå, blå salme

833 Det syng så vakre tonar

834 Det finst ei jord som opnar opp

#### Årsskiftet
835 Å Gud, vårt vern i farne år

836 Du som har tida i di hand

837 Av gode makter verna, som eit under

838 Snehvit er natten, klar og kold

839 Ingen tid så fylt av minner

#### Årtider
840 I denne fagre sumarstid

841 Den blomstertid nå kommer

842 Dypt heller året sin gang

843 Ei sol på frostklår vinterkveld

844 No livnar det i lundar

845 Så grønn en drakt, så rik en duft

846 Aurinkomma ylösnousi / Morgonsola varmar kjærleg

847 Han gyller himlens tak i gullsinober

848 Se, nå legger Gud den hvite duken

#### Årsdagar
849 Takk, min Gud, for alt som hende

850 Du er Gud over år og tider

851 På denne livets merkedag

852 En tone skal stige i livsdagens kveld

853 Sommerens Gud, du evige lys

854 No stig var song, vår takk til Gud

### Del VI: Döden och det eviga livet

#### Vid livets slut och gravsättning
855 Himmelskapar, høyr

856 Kristusa háve jaskadi

857 Så stilner livets jag

858 Lei, milde ljos, igjennom skoddeeim

859 Ser jeg meg i verden om

860 Bli hos oss, Mester, dagen heller

861 Å ta med verden rett farvel

862 I Jesu namn eg no til siste ferd meg reier

863 Dauden gjennom verdi gjeng

864 Frelseren døde, oppgav sin Ånd

865 En dalende dag, en stakket stund

866 Mens tidene går

867 Gud, når du til oppbrudd kaller

868 Eg veit ei hamn for meg som heimlaus vankar

869 Eg har høyrt om ein stad i det høge

870 Din fred skal aldri vike

871 En dag forlater jeg hjem og kjære venner

872 Nå er livet gjemt hos Gud

873 Nå åpner savnet sine øde vidder

874 Aldri fikk vi se ditt ansikt

875 Alt ble med ett så stille

876 Livet gitt og tatt tilbake

877 Å, dette skriket av en smerte

878 Så stille vi går

#### Det kristne hoppet
879 Å Jerusalem, du sæle by

880 Oppstandelsen og livet visst

881 Mi største hjertens glede

882 Eg veit i himmerik ei borg

883 I himmelen i himmelen

884 Når mitt øye, trett av møye

885 O kristelighet!

886 Tenk når en gang den tåke er forsvunnet

887 Jeg vet meg en søvn i Jesu navn

888 Jerusalem, Jerusalem

889 Eg er ein gjest i verda

890 Å, hvor salig å få vandre

891 Å salige dag som i håpet vi venter

892 Guds Son ein gong i morgonglans

893 Jeg er en seiler på livets hav

894 Pois, pois jo kuuluu kutsumus

895 Ja, engang mine øyne skal

896 Kvar gong Jesu namn eg nemner

897 Å denne kilde ren som paradiset

898 Hjemme i himlen skal ingen mer gråte

899 Jeg tror på jordens forvandling